# Ermita de la Divina Pastora, Calvari i Panteó de Dos Aigües

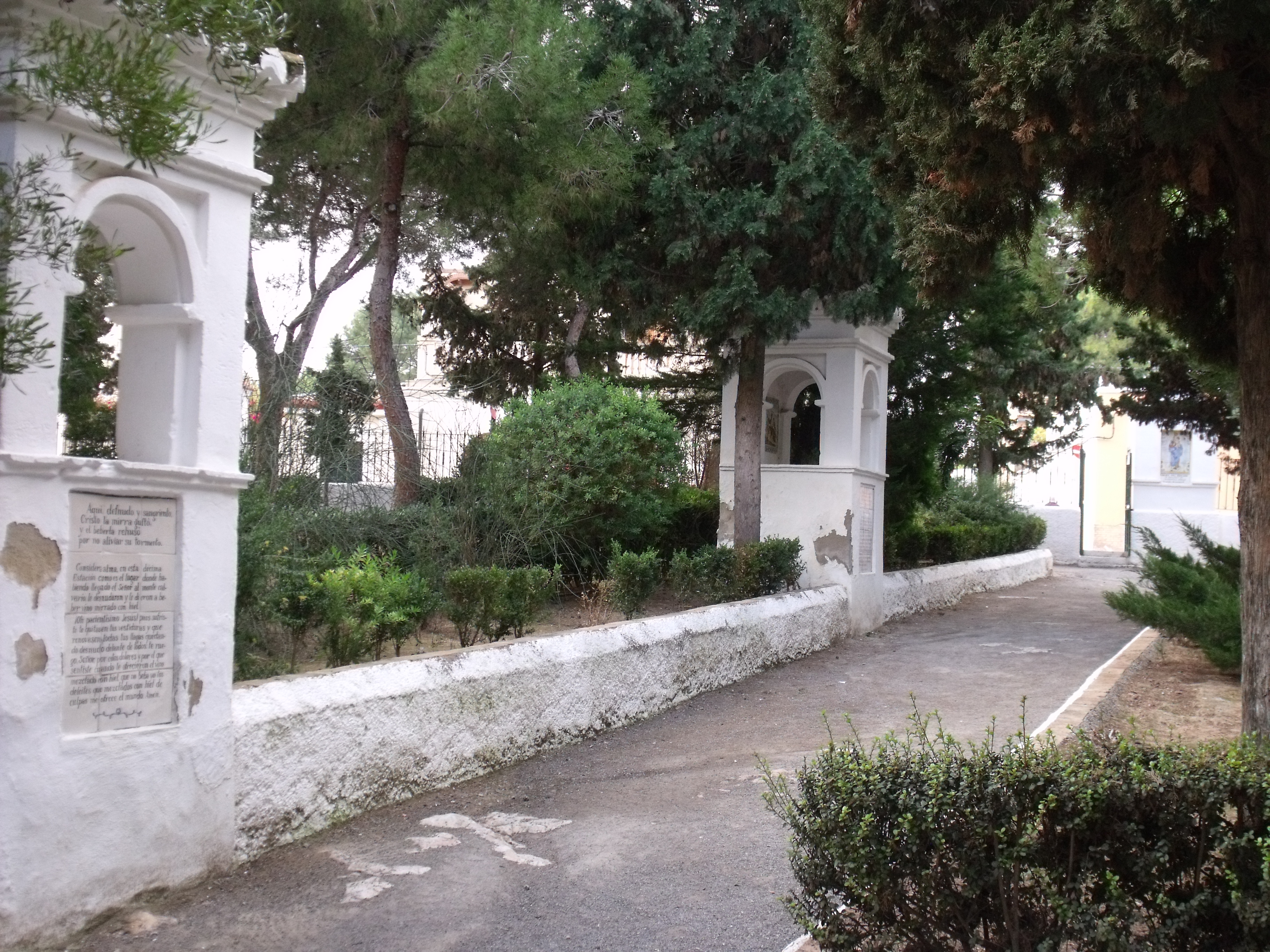
Calvari

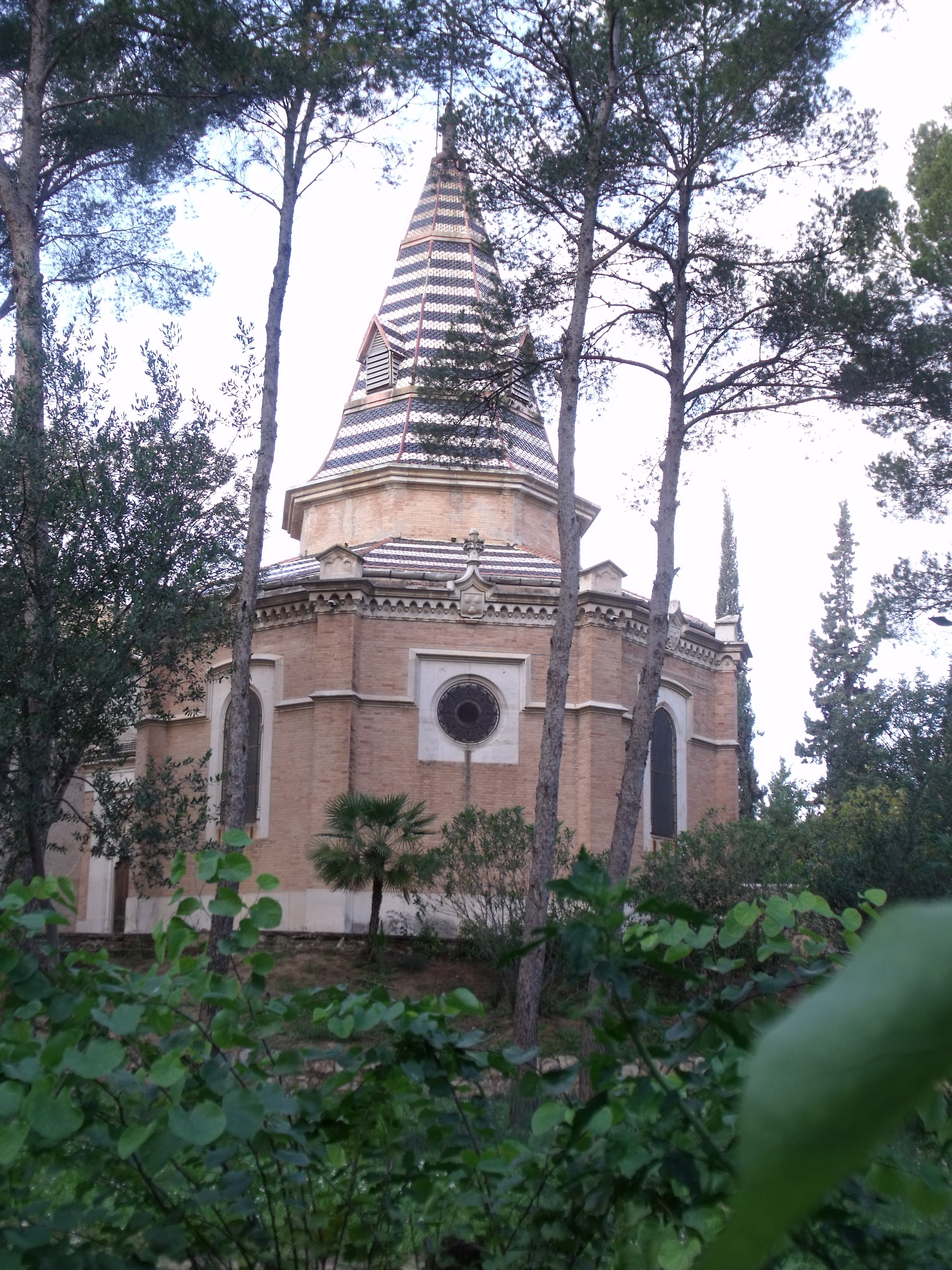
Panteó de Dos Aigües

L'Ermita de la Divina Pastora, Calvari i Panteó de Dos Aigües, és un conjunt situat al centre de la població de Bétera, entre els carrers Espronceda i la de Marquès de Dos Aigües amb accés des de la Plaça del Calvari, a la comarca del Camp de Túria, de la província de València. Es tracta d'un bé d'interès cultural, catalogat com a tal a la Direcció General de Patrimoni cultural de la Conselleria de Turisme, Cultura i Esport de la Generalitat Valenciana, amb codi: 46.11.070-003, que no presenta encara anotació ministerial.

## Descripció historicoartística
El calvari és al primitiu cementiri i presenta una topografia plana, el que contrasta amb els calvaris tradicionals que solen ubicar-se en els vessants de les muntanyes. Per aconseguir l'efecte d'ascensió que solen tenir els calvaris, el Via Crucis està dissenyat en forma de ziga-zaga, tot i que també hi ha un recorregut en línia recta a la part central. S'entra a ell des de la plaça del Calvari per una porta de tres arcs de mig punt, que s'obre a una mena de plaça en el centre es pot veure una creu de fusta datada el 1941. Al llarg del calvari se situen els nínxols amb les 14 estacions del Via Crucis, anomenats també casilicis, de base quadrada i adornats amb rajoles que al·ludeixen a les escenes de les estacions que representen, i separats uns dels altres per arbres. Aquests casilicis presenten a la part superior quatre arcs de mig punt amb motllures, a manera de capella, a l'interior del qual representen les estacions en panells ceràmics a l'estil del segle xviii. El sostre forma un capitell folrat amb teula àrab i rematat amb una bola de ceràmica i una creu de metall. El calvari finalitza en una plaça oval, al voltant de la qual se situen els set dolors i els set goigs de la Mare de Déu, representats en panells ceràmics ubicats en altres casilicis, i que presenta al centre un humilladero o creu de terme. Els materials emprats per a la construcció dels casilicis és el maó i maçoneria presa amb calç. A més, al recinte hi ha altres casilicis amb diferents advocacions marianes i sants, amb oracions en vers dedicats per veïns del poble.
L'ermita, amb advocació a la Divina Pastora, es troba després de la plaça, i en l'eix d'aquesta. Es podria datar entre 1798 i 1853, es tracta d'una construcció d'una sola nau amb tres capelles a cada costat. La coberta de la nau forma una volta de canó, que es divideix en quatre trams separats per arcs faixons que se subjecten a pilars jònics. Té cor als peus, i sota el mateix, una inscripció que data la seva pintura i decoració en l'any 1884.
La imatge de la Divina Pastora es conserva en un nínxol en el bigarrat i policromat retaule de l'altar major, després del qual es troba la sagristia. La volta està decorada amb pintures il·lusionistes de llunetes amb finestres emmarcades per arquitectura. L'altar major és d'estil neoclàssic, amb volta acabada en una cúpula assentada en un elevat tambor amb quatre falses petxines que representen atributs de la Verge. Finalment, a la dreta de l'ermita està el que havia de ser les dependències de l'ermità. La façana principal té tres arcs de mig punt, sent el central de major dimensió i presentant un nínxol que encara que antigament va situar una imatge de la titular, actualment només té un panell amb la imatge de la Divina Pastora en rajoles ceràmics, l'any 1983
i sobre ell una finestra circular o òcul. La façana té com remat i una cornisa en forma esglaonada ascendent que acaba en el centre amb una petita espadanya de maó amb una campana. A banda i banda de la façana, hi ha dues piràmides.
Respecte al Panteó de Dosaigües, es troba al costat de l'ermita i que es comunica amb ella a través d'una reixa de ferro. Té planta octogonal, amb un espai central (permet veure la cripta), cobert amb una cúpula decorada amb pintures i sostinguda per arcs apuntats recolzats en pilastres de marbre, que està envoltat per una nau o galeria que recorre l'edifici. Aquesta galeria té com a sostre una volta de creueria amb nervis que recauen sobre columnes adossades al mur, en el qual s'obren vans amb vidrieres per donar llum a l'interior. A la cripta s'accedeix a través d'una escala feta amb grans lloses de pedra, i rep la llum a través de l'obertura circular superior, protegida per una barana de marbre italià, que dona a la part central del panteó. Els materials emprats en la construcció són el maó sobre sòcol de pedra. Exteriorment està acabada en pedra natural, destacant l'acabat de les obertures i la cornisa que recorre tot l'edifici, en el qual utilitza altre material, jugant amb els colors d'aquests. La coberta té dos cossos de diferent pendent, el més alt és un capitell amb golfes, decorat amb teules de ceràmica combinant el blanc i el blau formant franges horitzontals amb dibuixos geomètrics.